# Kin San Wu
Kin San Wu (4 mei 1985) is een Hongkongs wielrenner die anno 2012 uitkomt voor Team Champion System. In 2006 liep hij stage bij Lampre-Fondital, maar kreeg geen contract.
Hij deed namens Hongkong mee aan de Olympische Spelen van 2008 (Peking). Hij eindigde als 88e op de wegwedstrijd.

## Belangrijkste overwinningen
2005
- 6e etappe Ronde van Indonesië
- 1e etappe Ronde van de Zuid-Chinese Zee
- 3e etappe Ronde van de Zuid-Chinese Zee
- 8e etappe Ronde van de Zuid-Chinese Zee
- Eindklassement Ronde van de Zuid-Chinese Zee

2006
- 6e etappe Ronde van Siam

2007
- Hongkongs kampioen op de weg, Beloften

Ballan ·
Bennati · 
Bono ·     
Bruseghin ·
Carrara ·
Castañeda ·
Commesso ·
Corioni ·
Cunego ·
Figueras · 
Fornaciari · 
Franzoi · 
Loosli ·
Marzano ·
Marzoli · 
Napolitano ·
Petrov · 
Possoni · 
Righi ·
Sabaliauskas (tot 30/06) ·
Santambrogio ·
Štangelj ·
Szmyd · 
Tiralongo ·
Valjavec · 
Vila ·
Gavazzi (stagiair) ·
Wu (stagiair) ·
Xu (stagiair)
Beuchat · Boillat · Bourgeouis · Burghardt · D.M.Chau · W.M.Chau · Fankhauser · Friedemann · Gollman · Kirsipuu · Locke · Ojavee · Tang · Tazreiter · Williams · Wong · Wu
Avery · Boillat · Butler · Clarke · Friedemann · Gardeyn · Jiang · Jiao · Kemps · Kirsipuu · Lewis · Liu · Manan · Ojavee · Othman · Wong · Wu · Wurf · Xu
Anderson · Avery · Bell · Beyer · Brammeier · Butler · Feng · Friedemann · Gazvoda · Jang · Jiang · Jiao · Lewis · Liu · Nishizono · Ojavee · Othman · Roth · Schnaidt · Tang · Traksel · Wu · Xu · Brenes (stagiair) · Cheung (stagiair) · Smith (stagiair)